# بريان روبنسون (دراج)
بريان روبنسون (بالإنجليزية: Brian Robinson)‏ مواليد 3 نوفمبر 1930 في غرب يوركشير، إنجلترا، هو دراج بريطاني في صنف سباق الدراجات على الطريق. شارك في دورة الألعاب الأولمبية الصيفية.

## سجل النتائج

### سباقات أو مراحل فاز بها
- طواف فرنسا

## روابط خارجية
- بريان روبنسون على موقع أرشيف الدراجات (الإنجليزية)
- بريان روبنسون على موقع إحصائيات الدراجات الإحترافية (الإنجليزية)
- بريان روبنسون على موقع أوليمبيديا (الإنجليزية)
- بريان روبنسون على موقع اللجنة الأولمبية البريطانية (الإنجليزية)